# José Christiano Piñeiro De Araújo
José Christiano Piñeiro De Araújo (Pernambuco, 6 d'agost de 1977) és un exfutbolista brasiler, que ocupava la posició de davanter. Va ser internacional sub-18 amb Brasil.

## Trajectòria
Comença a destacar al Rosario Central argentí. La temporada 93/94 debuta amb el primer equip, tot sumant dos partits. A l'any següent marxa al CD Marathón d'Hondures.
A la campanya 95/96 recala al Cóndor Club colombià i la posterior al Reial Valladolid de la primera divisió espanyola, encara que roman inèdit a l'equip castellà. El 1997 retorna al Marathón.
Es retira el 2003, després d'haver militat la darrera temporada al SC Bom Jesus brasiler i al CD Esmeraldas-Petrolero de l'Equador.